# Brabants Landschap
Brabants Landschap, officieel Stichting het Noordbrabants Landschap, opgericht in 1932, is een van de twaalf Provinciale Landschappen in Nederland. De natuurbeschermingsorganisatie is aangesloten bij de overkoepelende stichting LandschappenNL en beheert een groot aantal waardevolle natuurgebieden in de provincie Noord-Brabant.
Brabants Landschap houdt zich naast het beschermen van natuur en landschap in Noord-Brabant ook bezig met voorlichtingsactiviteiten. Zo worden er rondleidingen georganiseerd, boeken en een tijdschrift uitgegeven en wandelroutes uitgezet en beheerd. De stichting draagt zorg voor een groot aantal terreinen met een gezamenlijk oppervlak van ruim 18.000 hectare. Bijna alle terreinen zijn toegankelijk voor het publiek. De stichting heeft zo'n 32.000 donateurs. Het hoofdkantoor is gevestigd op Landgoed Nemelaer nabij Haaren.

## Geschiedenis
De oprichting van Brabants Landschap kwam voort uit de ongerustheid met betrekking tot de versnelde industrialisatie en de ontwikkelingen in de landbouw, zoals ontginningen van woeste gronden, verstedelijking en de aanleg van infrastructuur. Binnen de provincie Noord-Brabant zag men het gevaar van uitwassen van deze ontwikkelingen en ook Pieter van Tienhoven, voorzitter van de Vereniging Natuurmonumenten en bevriend met Commissaris van de Koningin Van Rijckevorsel, bepleitte de oprichting van provinciale natuurbeschermingsorganisaties naast de landelijke. Aldus werd op 11 december 1931 besloten tot de oprichting en vond de daadwerkelijke oprichting op 22 januari 1932 plaats.
Oorspronkelijk was de Stichting gericht op het geven van adviezen aan overheden met betrekking tot landschapsverzorging bij grootschalige ingrepen, zoals ontginningen in het kader van de werkverschaffing. Ook landgoedeigenaren werden aangespoord om kwetsbare natuurgebieden binnen hun terrein in stand te houden. Aldus werd bijvoorbeeld bij de aanleg van Landgoed De Utrecht de Mispeleindse Heide, met daarin de vennen als De Flaes, gespaard. Er werden contacten met landgoedeigenaren uitgebouwd, hetgeen uiteindelijk tot de aankoop van waardevolle gebieden heeft geleid. Aanvankelijk was er te weinig geld beschikbaar.
De stichting van reservaten begon in 1963 met de aankoop van Ter Braakloop. Daarmee was Brabants Landschap een van de laatste provinciale natuurbeschermingsorganisaties die daarmee begon. Vanaf 1964 kwam geld van de Provincie en het Rijk ter beschikking op een meer regelmatige basis. Het bezit groeide via 13.500 ha in 1999 tot 16.500 ha in 2007. In 1980 werd de provinciale taak om ook het agrarisch landschap te verzorgen aan Brabants Landschap toevertrouwd. Dit heet sinds 1993 het Coördinatiepunt Landschapsbeheer.

## Lijst van gebieden van Brabants Landschap
| Gebied                                                       | Ha   | Gemeente                                     | Soort                                                |
| ------------------------------------------------------------ | ---- | -------------------------------------------- | ---------------------------------------------------- |
| Mattemburgh                                                  | 413  | Bergen op Zoom, Woensdrecht                  | Landgoed en bosreservaat                             |
| Groot Molenbeek                                              | 39   | Bergen op Zoom                               | Landgoed                                             |
| Markiezaatsmeer/Molenplaat/Hogerwaardpolder                  | 1917 | Bergen op Zoom, Woensdrecht, Reimerswaal     | Verzoetend slikkengebied                             |
| Lindonk                                                      | 71   | Woensdrecht                                  |                                                      |
| Zoomland                                                     | 308  | Bergen op Zoom                               | Bosrijk landgoed en moeras                           |
| Zurenhoek, Boslust en Buitengebint                           | 285  | Bergen op Zoom                               | Landgoed, stuifzandgebied, naaldbos                  |
| Buitenlust                                                   | 141  | Bergen op Zoom                               | Landgoed met enkele forten                           |
| Pottersbos                                                   | 24   | Bergen op Zoom, Roosendaal                   | Heiderelict                                          |
| Oudland                                                      | 70   | Steenbergen                                  | Grasland                                             |
| Roode Weel en Vierhoevense Watergang                         | 66   | Steenbergen                                  | Wielen en kreken                                     |
| Pannenhoef                                                   | 657  | Zundert, Etten-Leur, Rucphen                 | Bos, hei en vennen                                   |
| Vloeiweide                                                   | 143  | Zundert, Breda                               | Bos en cultuurland                                   |
| Krabbebossen                                                 | 104  | Zundert, Breda                               | Landgoed met naaldbos, gemengd bos en cultuurland    |
| Blauwe Kamer (Breda)                                         | 36   | Breda                                        | Bos en cultuurland                                   |
| Sleeuwijkerwaard/Het Gors                                    | 148  | Altena                                       | Uiterwaard                                           |
| Fort aan de Uppelse Dijk                                     | 10   | Altena                                       | Fort                                                 |
| Fort Giessen                                                 | 12   | Altena                                       | Fort                                                 |
| Werk aan de Bakkerskil                                       | 1    | Altena                                       | Fort                                                 |
| Pompveld                                                     | 219  | Altena                                       | Polder met grienden, bossen, weilanden en eendenkooi |
| Pax                                                          | 24   | Heusden                                      | Grienden                                             |
| Regte Heide/Riels Hoefke/Halve Maan/Ooijevaarsnest/Nieuwkerk | 876  | Alphen-Chaam, Goirle                         | Heide, bos, weiland                                  |
| Gorp de Leij                                                 | 92   | Goirle                                       | Wei en boswallen langs beek                          |
| Abcoven                                                      | 41   | Goirle                                       | Grasland, elzenbroekbos                              |
| Annanina's Rust                                              | 150  | Hilvarenbeek                                 | Landgoed met loof- en naaldbos                       |
| Diessens Broek                                               | 100  | Hilvarenbeek                                 | Open weide- en hooiland langs beekdal                |
| Rovertsche Heide                                             | 471  | Hilvarenbeek                                 | Naaldbos met natuurontwikkeling tot heide            |
| Zwartven                                                     | 52   | Reusel-De Mierden                            | Ven, heide, naaldbos en stuifzandduin                |
| Beleven                                                      | 198  | Reusel-De Mierden                            | Landbouwgrond met natuurontwikkeling                 |
| Neterselse Heide                                             | 229  | Bladel                                       | Natte heide, naaldbos en berkenbroek                 |
| Landschotse Heide                                            | 239  | Oirschot                                     | Vochtige heide met vennen                            |
| Dal van de Groote Beerze                                     | 557  | Oirschot, Bladel                             | Weide en houtwallen                                  |
| Dal van de Kleine Beerze                                     | 94   | Eersel                                       | Bos en hooiland                                      |
| Oude Hondsberg/Ter Braakloop/ Galgeven/Kerkeindsch Heide     | 374  | Oisterwijk, Tilburg                          | Bos, hei en vennen                                   |
| De Brand                                                     | 477  | Tilburg                                      | Natte graslanden en hakhoutbos                       |
| Leemkuilen                                                   | 86   | Tilburg                                      | Plassen en putten                                    |
| Landgoed Nemelaer                                            | 182  | Oisterwijk                                   | Oud bos, eikenlanen, cultuurgrond                    |
| Helvoirts Broek/Wargashuyse/Sparrendaal/Jagershagen          | 226  | Vught                                        | Vochtig weiland, bos                                 |
| Karregat                                                     | 22   | 's-Hertogenbosch                             | Ven                                                  |
| Heinis                                                       | 37   | 's-Hertogenbosch                             | Wielen en weiland                                    |
| Haanwijk/Pettelaar                                           | 182  | 's-Hertogenbosch, Sint-Michielsgestel, Vught | Akkers, weiland,parkbos                              |
| Zegenwerp/Venrode/Eikenhorst                                 | 213  | Boxtel, Sint-Michielsgestel                  | Loof- en naaldbos                                    |
| Gasthuiskamp                                                 | 68   | Boxtel, Sint-Oedenrode                       | Loofbos                                              |
| Dommeldal                                                    | 290  | Boxtel                                       | Beemden en akkers                                    |
| Mortelen en Scheeken                                         | 1231 | Best, Boxtel, Oirschot                       | Oud cultuurlandschap                                 |
| Hemelrijken                                                  | 92   | Oirschot                                     | Grovedennenbos en heide                              |
| Heeswijk (landgoed)                                          | 106  | Bernheze                                     | Landgoed met vochtig bos, akkers. Weiden             |
| Het Geregt                                                   | 40   | Veghel                                       | Vochtig bos                                          |
| Nuenens Broek/ Breugelsche Beemden/ Ruweeuwsels              | 119  | Nuenen, Son, Laarbeek                        | Vochtig bos, schraal weiland                         |
| Gijzenrooi/Stratumse Heide                                   | 232  | Eindhoven, Geldrop                           | elzenbroekbos, Beboste hei                           |
| Groote Heide                                                 | 332  | Geldrop, Heeze-Leende                        | Hei en bos                                           |
| Valkenhorst                                                  | 768  | Heeze-Leende, Waalre, Valkenswaard           | Hei en bos                                           |
| Herbertusbossen/Lange Bleek/Braakhuizense Heide              | 783  | Heeze-Leende                                 | Hei en bos                                           |
| Hugterheide                                                  | 233  | Cranendonck                                  | Naaldbos                                             |
| Astense Aa                                                   | 50   | Asten                                        | Beekdal                                              |
| Keent (natuurgebied)                                         | 120  | Oss                                          | Natuurontwikkeling in uiterwaard                     |
| Tongelaar en omgeving                                        | 490  | Land van Cuijk                               | Landgoed op rivierklei                               |
| Kraaijenbergse Plassen                                       | 260  | Land van Cuijk                               | Zandwinningsplas en nabijgelegen hakhoutbos          |
| Zevenhutten                                                  | 87   | Land van Cuijk                               | Landbouwgrond met bosjes                             |
| De Vilt                                                      | 139  | Boxmeer                                      | Oude Maasarm                                         |
| Brestbosch                                                   | 166  | Boxmeer                                      | Bos                                                  |
| Groote Slink/Bunthorst en omgeving                           | 773  | Land van Cuijk, Gemert-Bakel                 | Landgoederen, bos en landbouwgrond                   |